# Richard Church (Schriftsteller)

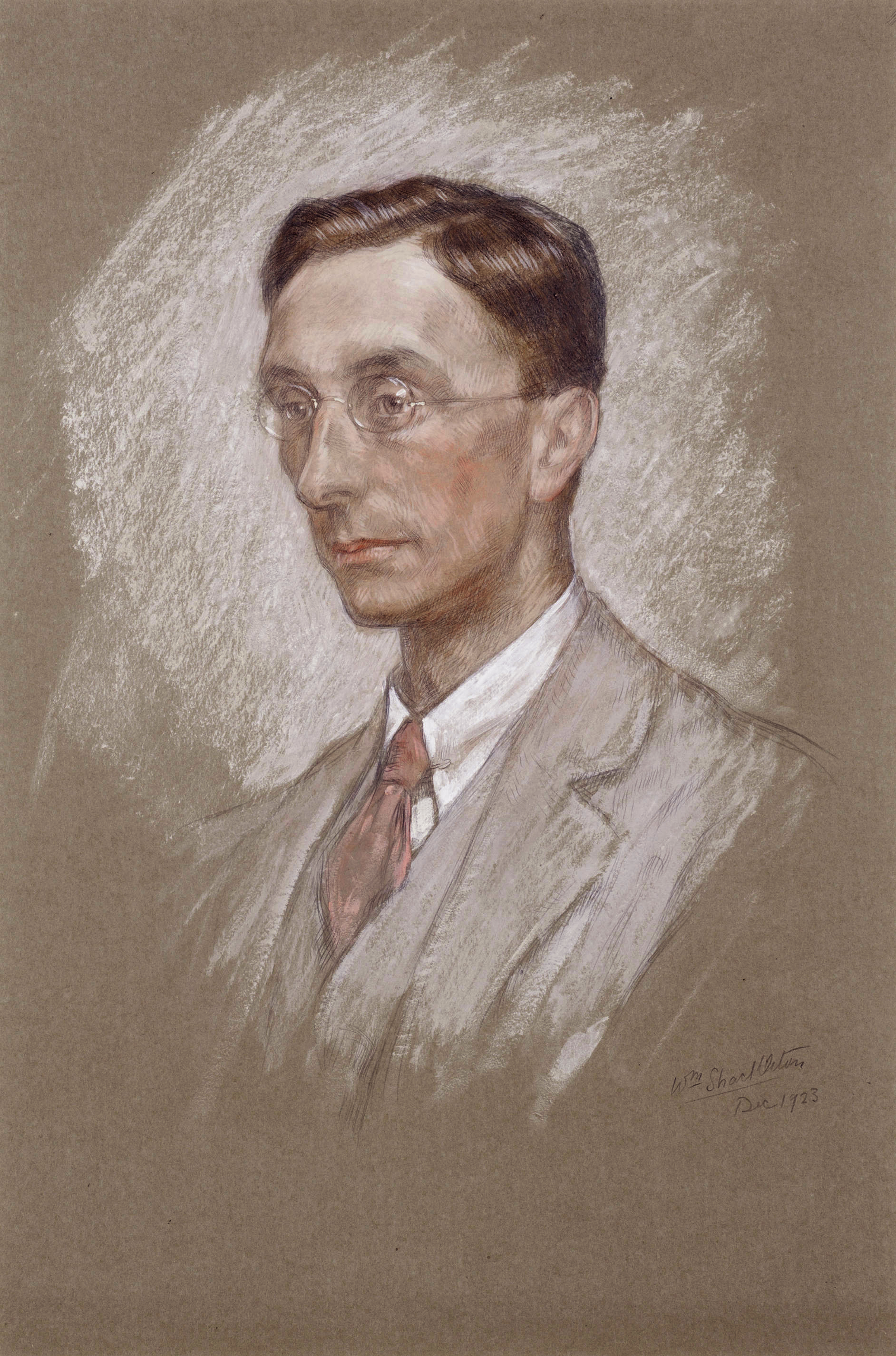
Richard Church (William Shackleton)

Richard Thomas Church (* 26. März 1893 in London; † 4. März 1972 in Cranbrook, Kent) war ein britischer Journalist und realistischer Schriftsteller, der vor allem Gedichte und Romane veröffentlichte. Als sein wichtigstes Werk gilt seine dreibändige Autobiographie, von der Brockhaus Enzyklopädie als „Meisterwerk ihrer Gattung“ bezeichnet. In deutscher Übersetzung liegen keine Bücher von Church vor.

## Leben und Werk
Der Sohn eines Londoner Postbeamten und einer Lehrerin wollte ursprünglich Bildende Künste studieren, doch sein Vater bestand auf einer soliden Laufbahn, so dass Church 24 Jahre im Öffentlichen Verwaltungsdienst verbrachte. Er arbeitete zunächst in einem Laboratorium der Zollbehörde, dann im Arbeitsministerium. Diese Erfahrungen schlugen sich später mit einem gewissen Dickens-Anstrich, wie Philip Hobsbaum meint, in der Roman-Trilogie von 1937/40, außerdem in Churchs dreibändiger Autobiographie nieder.
1915 heiratete Church Caroline Jessica Parfett und wurde Vater einer Tochter. 1917 debütierte er mit dem Gedichtband The Flood of Life. Einzelne Gedichte erschienen in renommierten Blättern. Church schrieb regelmäßig Kritiken für The Spectator und fand Zugang zur Bloomsbury Group um Virginia Woolf. Mit seiner zweiten Frau Catherina Anna Schimmer, einer Silberschmiedin (Heirat 1928), hatte Church drei Kinder. Als 1930 sein erster Roman Oliver's Daughter erschien, blickte Church bereits auf acht Lyrikbände und ein Buch über Mary Shelley zurück. Neben der Fähigkeit, Menschen aus unterschiedlichsten Schichten zu porträtieren, zeigt dieser Roman auch Churchs große Liebe zur Musik, brennt doch besagte Tochter (eines Krämers) mit einem aufstrebenden Musiker durch. 1933 quittierte der Autor seinen Dienst im Arbeitsministerium, um seine Familie (nun wohnhaft in Kent) zukünftig vom Schreiben zu ernähren. 1957 wurde ihm der königliche Ritterorden verliehen. Nach dem Tod seiner zweiten Frau (1965) heiratete er Dorothy Mary Beale.
Church starb (1972) in seinem (eigenen) Priest's House in Sissinghurst/Cranbrook. Seine Romane krankten bei durchweg überzeugend gemalter Atmosphäre öfter an gar zu melodramatischen und gekünstelten Fabeln und Charakteren, urteilt BookRags. Er sei ein wesenshaft „englischer“ Autor gewesen. Er werde vor allem als Dichter und Kritiker in Erinnerung bleiben. Hobsbaum dagegen meint, wenn Churchs Ruf als Poet in den Nachkriegsjahren doch geschrumpft sei, dann wohl deshalb, weil er sich nie wirklich von Vorläufern wie Robert Graves and W. H. Davies habe lösen können. Hobsbaum zitiert Churchs Verse:
Say this when you return,

„I came by the wrong road,

And saw the starved woods burn.

I stopped, bewildered, lost,

And of a sudden heard

The red-throated bird,

The holy bird, the ghost … “

## Werke
- The Flood of Life, Gedichte, 1917
- Hurricane, Gedichte, 1919
- Philip, Gedichte, 1923
- The Portrait of the Abbot, Gedichte, 1926
- The Dream, Gedichte, 1927
- Mood without Measure, Gedichte, 1927
- Theme with Variations, Gedichte, 1928
- Mary Shelley, Biographie, 1928
- The Glance Backward, Gedichte, 1930
- Oliver's Daughter, Roman, 1930
- High Summer, Roman, 1931
- News from the Mountain, Gedichte, 1932
- The Prodigal Father, Roman, 1933
- Apple of Concord, Roman, 1935
- Twelve Noon, Gedichte, 1936
- The Porch, Roman, Band 1 einer Trilogie, 1937[7]
- The Stronghold (das Bollwerk), Roman, Band 2 der Trilogie, 1939
- The Room Within, Roman, Band 3 der Trilogie, 1940
- The Solitary Man, Gedichte, 1941
- Eight for Immortality, Essays über Autoren, 1941
- The Sampler, Roman, 1942
- Twentieth-Century Psalter, Gedichte, 1943
- The Lamp, Gedichte, 1946
- Collected Poems, Gesammelte Gedichte, 1948
- Kent, Topographie, 1948
- The Cave, Roman, 1951
- Selected Lyrical Poems, Ausgewählte Gedichte, 1951
- The Growth of the English Novel, Essays, 1951
- The Nightingale, Roman, 1952
- The Prodigal: a Play in Verse, Gedichte, 1953
- Dangerous Years (Die gefährlichen Jahre), Roman, 1956
- The Inheritors, Gedichte 1948–1955, 1957
- Small Moments, Essays, 1958
- The Crab-Apple Tree, Roman, 1959
- North of Rome, Gedichte, 1960
- Calm October, Essays, 1961
- Prince Albert, Roman, 1963
- A Stroll before Dark, Essays, 1965
- The Burning Bush, Gedichte 1958–1966, 1967
- Little Miss Moffatt: a confession, Roman, 1969

Autobiographie
- Over the Bridge, 1955[8]
- The Golden Sovereign, 1957
- The Voyage Home, 1964

Church veröffentlichte auch mehrere Bücher für Kinder.